# Geoffroy Ngandamba
Geoffroy Ngandamba, né le 2 août 1989, à Franceville, est un coureur cycliste gabonais.

## Biographie
En 2014, Geoffroy Ngandamba devient double champion du Gabon, dans la course en ligne et le contre-la-montre. Il participe également pour la première fois à la Tropicale Amissa Bongo. Deux ans plus tard, il remporte un nouveau titre de champion national sur route.
En janvier 2017, il refuse de prendre le départ de la Tropicale Amissa Bongo, tout comme l'ensemble de la délégation gabonaise, pour protester contre le manque de moyens et le non-paiement des primes. Après ce boycott, il est suspendu à vie par le Ministère des Sports gabonais, tout comme l'ensemble de ses coéquipiers,. Cette exclusion définitive est finalement abrogée à deux ans avec sursis au mois de juillet.
En 2019, il est retenu en équipe du Gabon pour disputer sa cinquième Tropicale Amissa Bongo, avec un rôle de capitaine de route.

## Palmarès
- 2012
  - 3e du championnat du Gabon du contre-la-montre
- 2013
  - 2e du championnat du Gabon du contre-la-montre
  - 2e du championnat du Gabon sur route
- 2014
  -  Champion du Gabon sur route
  -  Champion du Gabon du contre-la-montre
  - Grand Prix des Trois Provinces[9] :
    - Classement général
    - 1re étape
- 2015
  - 2e du championnat du Gabon du contre-la-montre
- 2016
  -  Champion du Gabon sur route
  - 2e du championnat du Gabon du contre-la-montre
- 2018
  - "Course anniversaire"[10] :
    - Classement général
    - 1re et 2e étapes

## Classements mondiaux
| Année           | 2013 | 2014 |
| --------------- | ---- | ---- |
| UCI Africa Tour | 48e  | 40e  |